# Districtul Graz-Umgebung
Districtul Graz-Umgebung este o subdiviziune teritorială care este amplasată în centrul landului Steiermark din Austria. El se întinde în jurul orașului Graz fiind una dintre cele mai populate districte din Steiermark.

## Date geografice
Districtul se află în regiunea istorică Mittelsteiermark, întinzându-se și în regiunea istorică Weststeiermark, unde începe zona prealpină a munților Lavanttaler Alpen. Nordul districtului se află în regiunile muntoase Grazer Bergland și Randgebirge östlich der Mur,  estul districtului se găsește în regiunea colinară Oststeirisches Hügelland, iar sudul districtului ajunge în Grazer Becken (Bazinul Grazului). De la nord spre sud dstrictul Graz-Umgebung, este traversat de Mur, care face graniță naturală între regiunile  Weststeiermark și Oststeiermark. Pe cursul lui Mur se află comune mari care ajung să ocupe o suprafață de 250 km² cu o densitate de 280 loc./km². Mai pot fi amintite în district apele curgătoare Kainach care curge în sud-vest și Rabnitzbach situat în nord. Regiunea cea mai înaltă a districtului se află în nord la Übelbach, cel mai înalte vârfuri fiind Speikkogel (1.988 m), Lärchkogel (1.894 m), Eiblkogel (1.831 m) și Schöckl (1.445 m). Districtul se întinde pe o distanță în direcția nord-sud de 50 km, iar în direcția est vest 40 km.

## Districte vecine
| Leoben Knittelfeld | Bruck an der Mur | Weiz     |
| Voitsberg          |                  | Weiz     |
| Deutschlandsberg   | Leibnitz         | Feldbach |

## Localitățile districtului
Districtul Graz-Umgebung cuprinde 57 de comune (cu un oraș mai mic) și 22 de târguri, în paranteză apare numărul de locuitori
| Orașe - Frohnleiten (Ungültiger Metadaten-Schlüssel 60610Kategorie:Wikipedia:Fehler in Vorlage Metadaten Einwohnerzahl#Ungültiger Metadaten-Schlüssel 60610) Târguri - Deutschfeistritz (Ungültiger Metadaten-Schlüssel 60603Kategorie:Wikipedia:Fehler in Vorlage Metadaten Einwohnerzahl#Ungültiger Metadaten-Schlüssel 60603) - Dobl (Ungültiger Metadaten-Schlüssel 60604Kategorie:Wikipedia:Fehler in Vorlage Metadaten Einwohnerzahl#Ungültiger Metadaten-Schlüssel 60604) - Eggersdorf bei Graz (Ungültiger Metadaten-Schlüssel 60606Kategorie:Wikipedia:Fehler in Vorlage Metadaten Einwohnerzahl#Ungültiger Metadaten-Schlüssel 60606) - Feldkirchen bei Graz (6508) - Gössendorf (4041) - Gratkorn (7963) - Gratwein (Ungültiger Metadaten-Schlüssel 60614Kategorie:Wikipedia:Fehler in Vorlage Metadaten Einwohnerzahl#Ungültiger Metadaten-Schlüssel 60614) - Hausmannstätten (3380) - Hitzendorf (Ungültiger Metadaten-Schlüssel 60620Kategorie:Wikipedia:Fehler in Vorlage Metadaten Einwohnerzahl#Ungültiger Metadaten-Schlüssel 60620) - Judendorf-Straßengel (Ungültiger Metadaten-Schlüssel 60622Kategorie:Wikipedia:Fehler in Vorlage Metadaten Einwohnerzahl#Ungültiger Metadaten-Schlüssel 60622) - Kalsdorf bei Graz (7128) - Kumberg (3898) - Laßnitzhöhe (2762) - Lieboch (5149) - Peggau (2234) - Raaba (Ungültiger Metadaten-Schlüssel 60635Kategorie:Wikipedia:Fehler in Vorlage Metadaten Einwohnerzahl#Ungültiger Metadaten-Schlüssel 60635) - Sankt Marein bei Graz (Ungültiger Metadaten-Schlüssel 60640Kategorie:Wikipedia:Fehler in Vorlage Metadaten Einwohnerzahl#Ungültiger Metadaten-Schlüssel 60640) - Semriach (3305) - Thal (2274) - Übelbach (2042) - Unterpremstätten (Ungültiger Metadaten-Schlüssel 60652Kategorie:Wikipedia:Fehler in Vorlage Metadaten Einwohnerzahl#Ungültiger Metadaten-Schlüssel 60652) - Vasoldsberg (4606) | Comune (1/2) - Attendorf (Ungültiger Metadaten-Schlüssel 60601Kategorie:Wikipedia:Fehler in Vorlage Metadaten Einwohnerzahl#Ungültiger Metadaten-Schlüssel 60601) - Brodingberg (Ungültiger Metadaten-Schlüssel 60602Kategorie:Wikipedia:Fehler in Vorlage Metadaten Einwohnerzahl#Ungültiger Metadaten-Schlüssel 60602) - Edelsgrub (Ungültiger Metadaten-Schlüssel 60605Kategorie:Wikipedia:Fehler in Vorlage Metadaten Einwohnerzahl#Ungültiger Metadaten-Schlüssel 60605) - Eisbach (Ungültiger Metadaten-Schlüssel 60607Kategorie:Wikipedia:Fehler in Vorlage Metadaten Einwohnerzahl#Ungültiger Metadaten-Schlüssel 60607) - Fernitz (Ungültiger Metadaten-Schlüssel 60609Kategorie:Wikipedia:Fehler in Vorlage Metadaten Einwohnerzahl#Ungültiger Metadaten-Schlüssel 60609) - Grambach (Ungültiger Metadaten-Schlüssel 60612Kategorie:Wikipedia:Fehler in Vorlage Metadaten Einwohnerzahl#Ungültiger Metadaten-Schlüssel 60612) - Großstübing (Ungültiger Metadaten-Schlüssel 60615Kategorie:Wikipedia:Fehler in Vorlage Metadaten Einwohnerzahl#Ungültiger Metadaten-Schlüssel 60615) - Gschnaidt (Ungültiger Metadaten-Schlüssel 60616Kategorie:Wikipedia:Fehler in Vorlage Metadaten Einwohnerzahl#Ungültiger Metadaten-Schlüssel 60616) - Hart bei Graz (5126) - Hart-Purgstall (Ungültiger Metadaten-Schlüssel 60634Kategorie:Wikipedia:Fehler in Vorlage Metadaten Einwohnerzahl#Ungültiger Metadaten-Schlüssel 60634) - Haselsdorf-Tobelbad (1512) - Höf-Präbach (Ungültiger Metadaten-Schlüssel 60621Kategorie:Wikipedia:Fehler in Vorlage Metadaten Einwohnerzahl#Ungültiger Metadaten-Schlüssel 60621) - Kainbach bei Graz (2814) - Krumegg (Ungültiger Metadaten-Schlüssel 60625Kategorie:Wikipedia:Fehler in Vorlage Metadaten Einwohnerzahl#Ungültiger Metadaten-Schlüssel 60625) - Langegg bei Graz (Ungültiger Metadaten-Schlüssel 60627Kategorie:Wikipedia:Fehler in Vorlage Metadaten Einwohnerzahl#Ungültiger Metadaten-Schlüssel 60627) - Mellach (Ungültiger Metadaten-Schlüssel 60630Kategorie:Wikipedia:Fehler in Vorlage Metadaten Einwohnerzahl#Ungültiger Metadaten-Schlüssel 60630) - Nestelbach bei Graz (Ungültiger Metadaten-Schlüssel 60631Kategorie:Wikipedia:Fehler in Vorlage Metadaten Einwohnerzahl#Ungültiger Metadaten-Schlüssel 60631) | Comune (2/2) - Pirka (Ungültiger Metadaten-Schlüssel 60633Kategorie:Wikipedia:Fehler in Vorlage Metadaten Einwohnerzahl#Ungültiger Metadaten-Schlüssel 60633) - Rohrbach-Steinberg (Ungültiger Metadaten-Schlüssel 60637Kategorie:Wikipedia:Fehler in Vorlage Metadaten Einwohnerzahl#Ungültiger Metadaten-Schlüssel 60637) - Röthelstein (Ungültiger Metadaten-Schlüssel 60636Kategorie:Wikipedia:Fehler in Vorlage Metadaten Einwohnerzahl#Ungültiger Metadaten-Schlüssel 60636) - Sankt Bartholomä (1438) - Sankt Oswald bei Plankenwarth (1263) - Sankt Radegund bei Graz (2150) - Schrems bei Frohnleiten (Ungültiger Metadaten-Schlüssel 60643Kategorie:Wikipedia:Fehler in Vorlage Metadaten Einwohnerzahl#Ungültiger Metadaten-Schlüssel 60643) - Seiersberg (Ungültiger Metadaten-Schlüssel 60644Kategorie:Wikipedia:Fehler in Vorlage Metadaten Einwohnerzahl#Ungültiger Metadaten-Schlüssel 60644) - Stattegg (2950) - Stiwoll (707) - Tulwitz (Ungültiger Metadaten-Schlüssel 60649Kategorie:Wikipedia:Fehler in Vorlage Metadaten Einwohnerzahl#Ungültiger Metadaten-Schlüssel 60649) - Tyrnau (Ungültiger Metadaten-Schlüssel 60650Kategorie:Wikipedia:Fehler in Vorlage Metadaten Einwohnerzahl#Ungültiger Metadaten-Schlüssel 60650) - Weinitzen (2621) - Werndorf (2356) - Wundschuh (1598) - Zettling (Ungültiger Metadaten-Schlüssel 60657Kategorie:Wikipedia:Fehler in Vorlage Metadaten Einwohnerzahl#Ungültiger Metadaten-Schlüssel 60657) - Zwaring-Pöls (Ungültiger Metadaten-Schlüssel 60658Kategorie:Wikipedia:Fehler in Vorlage Metadaten Einwohnerzahl#Ungültiger Metadaten-Schlüssel 60658) |

|  |